# Football Manager 2022
Football Manager 2022 é um jogo eletrônico de simulação e gerenciamento de futebol desenvolvido pela Sports Interactive e publicado pela Sega. Ele foi lançado mundialmente em 8 de novembro de 2021 para Windows e macOS. No mesmo dia, uma versão projetada para celulares, intitulada Football Manager 2022 Mobile, foi lançada para iOS e Android, ao lado da versão Football Manager 2022 Touch, para Nintendo Switch, e da versão Football Manager 2022 Xbox Edition, para Xbox One e Xbox Series X/S.

## Jogabilidade
Football Manager 2022 apresenta uma jogabilidade semelhante à do resto da série Football Manager. O jogo consiste em assumir o comando de um time de futebol profissional (o jogo também inclui times semiprofissionais, amadores e internacionais) como treinador do time. É possível assinar contratos com jogadores de futebol, gerenciar as finanças do clube e dar instruções aos jogadores. A série Football Manager é uma simulação de gerenciamento do mundo real, com o jogador sendo avaliado em vários fatores pelos proprietários e pela diretoria do clube, que são controlados por inteligência artificial.
Football Manager 2022 inclui uma variedade de novos recursos, inclusive uma reformulação do sistema de dados com a introdução do Data Hub, que fornece aos jogadores informações sobre o momento da partida, mapas de passes e a capacidade de solicitar que um analista de dados compile informações específicas. Além disso, como é comum em cada edição de Football Manager, o motor de jogo foi ajustado. Foi adicionada a nova função de zagueiro amplo, que emula o estilo tático do treinador do Chelsea F.C., Thomas Tuchel. Há um novo sistema de reuniões de equipe, com quase 4.000 novas opções de diálogo introduzidas, e a capacidade de explorar uma variedade maior de tópicos.

## Lançamento
Os jogadores que compraram Football Manager 2022 em pré-venda em varejistas selecionados receberam acesso antecipado a uma versão beta do jogo em 22 de outubro de 2021. As cópias físicas de Football Manager 2022 não incluíram discos e, em vez disso, foram vendidas com códigos de ativação do Steam.
Football Manager 2022 foi lançado para Windows e macOS em 8 de novembro de 2021. Ao contrário de edições anteriores, a versão Football Manager 2022 Touch foi lançada no mesmo dia exclusivamente para Nintendo Switch, não sendo mais disponibilizada para tablets com iOS ou Android. Para estas plataformas, foi lançada a versão Football Manager 2022 Mobile. Uma versão projetada para lançamento através do Xbox Game Pass, intitulada Football Manager 2022 Xbox Edition, foi lançada simultaneamente para Windows, Xbox One e Xbox Series X/S.

## Recepção
Football Manager 2022 foi recebido de forma "geralmente favorável" pela crítica especializada, de acordo com o agregador de críticas Metacritic.
A PC Gamer elogiou a capacidade de viciar do jogo, escrevendo: "Se fosse um time, o Football Manager 2022 seria o Liverpool. Não há grandes contratações, mas já há uma estrela em cada posição [...] Se fosse um jogador, ele seria de classe mundial, o tipo de contratação que empolga o maior dos torcedores." Chris Tapsell, da Eurogamer, elogiou a grande profundidade do jogo, afirmando: "Não é impossível, mas em Football Manager 2022 é definitivamente mais difícil sobreviver no topo com nada além de sensações. E é mais prazeroso do que nunca limpar compulsivamente a bagunça do meu próprio clube." A PCGamesN escreveu de forma positiva que o jogo pode ser resumido a "pequenas revisões escolhidas a dedo que atendem a uma série de reclamações de longo prazo e melhoram alguns aspectos que eu nunca soube que queria."

### Vendas
Segundo a GameSensor, Football Manager 2022 gerou quase cinco milhões de dólares no primeiro mês de vendas na Steam. Em 4 janeiro de 2022, quando a Steam atingiu um recorde de jogadores ativos em simultâneo, o jogo estava entre os 10 mais jogados. Até 27 de junho de 2022, FM22 tinha vendido mais de 1 milhão de cópias para Windows e macOS.